# بول هولاندر
بول هولاندر (بالإنجليزية: Paul Hollander)‏‏ (1932 في بودابست - 9 أبريل 2019 في نورثهامبتون) عالم اجتماع من الولايات المتحدة.

## الجوائز
- زمالة غوغنهايم[12]